# 哈馬達·馬迪
哈馬達·馬迪·博萊羅（法語：Hamada Madi Boléro，1965年—）是葛摩政治家，曾經擔任過葛摩總理和臨時葛摩總統等職位。

## 外部連結
- https://web.archive.org/web/20070108124958/http://usuarios.lycos.es/alpheratz/madi.jpg - Φωτογραφία του Μπολέρο.